# Wilhelm Baur (Theologe)

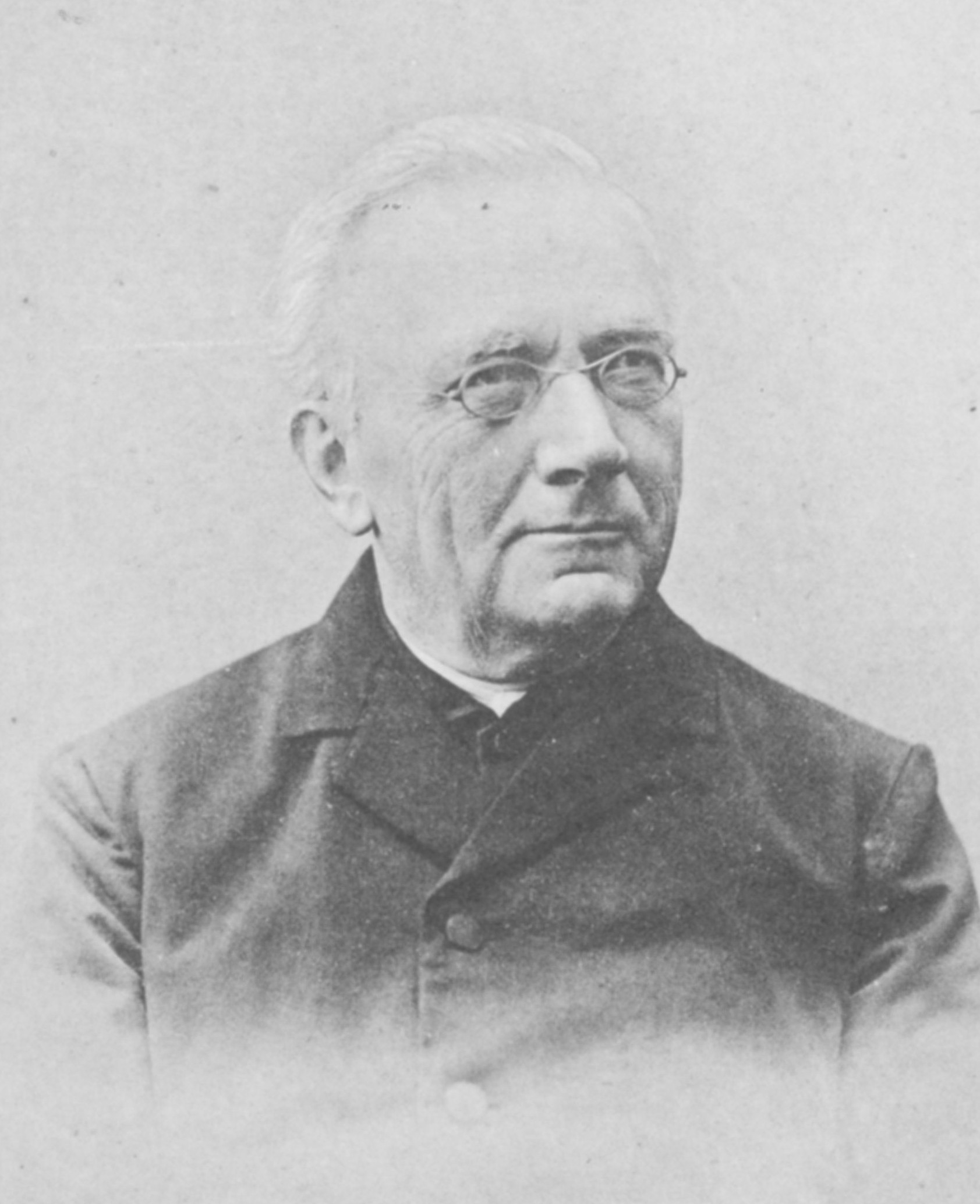
Wilhelm Baur

Friedrich Wilhelm Baur (* 16. März 1826 in Lindenfels (Odenwald); † 18. April 1897 in Koblenz) war ein evangelischer Theologe und Volksschriftsteller. 

## Leben
Wilhelm Baur war der Sohn des Försters Ludwig Baur (1790–1857). Zu seinen Brüdern gehörten der Politiker Ludwig Baur und die Theologen Gustav Baur und Karl Baur (1818–1888). Er besuchte das Gymnasium in Darmstadt und hielt viel Freundschaft „als das beste Mittel zur Veredelung des Gemüts“; nebenher schrieb er Gedichte. In Gießen studierte er Theologie, wo er unter dem Einfluss seines Bruders Gustav und des Philosophen Moritz Carrière stand. Während seines Studiums wurde er 1844 Mitglied der Burschenschaft Allemannia Gießen. Nach einigen Jahren im Predigerseminar Friedberg und als Hauslehrer wurde er 1852 Vikar in Arheilgen und 1853 in Bischofsheim (Mainspitze). Seine erste Pfarrstelle hatte er ab 1855 in Ettinghausen in Mittelhessen, 1862 wechselte er in das benachbarte Ruppertsburg. 1865 berief ihn Johann Hinrich Wichern als Pastor an die St.-Anschar-Kapelle in Hamburg und zum Direktor der dortigen Stadtmission. 1872 wurde er vierter Hof- und Domprediger in Berlin. Er stieg 1881 in die zweite Dompredigerstelle auf und wurde nebenamtlich 1879 Oberkonsistorialrat und 1881 Propst des Klosters Heiligengrabe. 1883 wurde er zum Generalsuperintendenten der altpreußischen Provinzialkirche der Rheinprovinz mit Sitz in Koblenz berufen. Er starb, kurz nachdem er sein Abschiedsgesuch eingereicht hatte.
Schon 1874 hatte Baur in seinem Geburtsort Lindenfels das ehemalige Pfarrhaus (das heutige Haus Baureneck) gekauft, das ihm in der Koblenzer Zeit als Rückzugsort diente. In der Stadt, die ihn 1877 mit der Ehrenbürgerwürde ehrte, stiftete er einen Kindergarten, ein Armenhaus und ein Krankenhaus. Die Wilhelm-Baur-Straße erinnert noch heute an ihn.
Baur war ein sehr produktiver Autor und veröffentlichte neben Predigt- und Andachtsbänden etliche populäre Biographien. Mit Emil Frommel und Rudolf Kögel gründete er 1879 das Jahrbuch Neue Christoterpe (Christenfreude).
Ab 1855 war Baur mit der aus einer ursprünglich waadtländischen Familie stammenden Hofdame Meta de Bétaz (1828–1909) verheiratet. Das Ehepaar hatte zwei Söhne, darunter Gustav Baur (* 1857), Königlich-Preußischer Oberstleutnant und Schlosshauptmann auf Schloss Schönberg. Er war Großvater des Oberstleutnants Wilhelm Baur de Betaz.
Baur wurde 1877 von der Universität Berlin mit der Ehrendoktorwürde ausgezeichnet. Er war Mitglied des Zentralausschusses für innere Mission.

## Schriften (Auswahl)
- Das Kirchenlied in seiner Geschichte und Bedeutung. Zur Beleuchtung der Gesangbuchsnoth im Großherzogthum Hessen. Eine Weckschrift für die Gebildeten in der Gemeinde. Brönner, Frankfurt a. M. 1852 (Digitalisat).
- Leben des Freiherrn vom Stein.  Besser, Gotha 1860 (Digitalisat).
- Ernst Moritz Arndts Leben, Thaten und Meinungen, nebst einigen seiner geistlichen und Vaterlands-Lieder. Ein Buch für das deutsche Volk. Verein zur Verbreitung guter und wohlfeiler Volksschriften, Zwickau 1861 (5. Aufl., Hamburg 1882).
- Geschichts- und Lebensbilder aus der Erneuerung des religiösen Lebens in den deutschen Befreiungskriegen. Agentur des Rauhen Hauses, Hamburg 1864 (2 Bde., 4. Aufl. 1884).
  - Religious life in Germany, during the wars of independence. London 1870.
- Die Prinzessin Wilhelm von Preussen. Ein christliches Lebensbild aus den deutschen Befreiungskriegen. Agentur des Rauhen Hauses, Hamburg 1864 (Neuausgabe 1886).
- Das deutsche evangelische Pfarrhaus. Müller, Bremen 1878 (3. Aufl. 1884)
- Friedrich Perthes (2. Aufl., Karlsruhe 1880)
- Lebensbilder aus der Geschichte der Kirche und des Vaterlandes. Bremen; Leipzig: C. Ed. Müller’s Verlagsbuchhandlung, 1887; Google-Books
- Gesammelte Schriften. Müller, Bremen 1898 ff.
  - Band 1: Christliche Männer und Frauen aus alter und neuer Zeit. 1989.
  - Band 2: Aus Gottes Welt und Gottes Reich. 1900.
  - Band 3: Aus dem Quell der Wahrheit und dem Meer der Liebe. 1901.
  - Band 4: Das deutsche evangelische Pfarrhaus. Seine Gründung, seine Entfaltung und sein Bestand. 1902.
- Lebenserinnerungen. Mit Einleitung und Erläuterungen von Karl Esselborn. Selbstverlag, Darmstadt 1911.